# Учебно-тренировочная база ФК «Динамо» Киев в Конча-Заспе
Учебно-тренировочная база ФК «Динамо» Киев в Конча-Заспе — комплекс спортивных сооружений в Киеве, расположенный в южной окраине города — Чапаевке (Конча-Заспа).

## Инфраструктура комплекса
- Шесть стандартных открытых полей с травяным покрытием
- Одно футбольное поле с синтетическим покрытием
- Крытый манеж размером 100×72 м с синтетическим покрытием
- Административное здание, в котором размещены тренажерные залы, медицинские помещения, конференц-зал и т. д.

## История
Учебно-тренировочная база «Динамо» была открыта в 1961 году после получения киевским клубом титула чемпионов СССР. В 1996 году началась реконструкция базы, и 28 марта 1998 года была открыта новая клубная база, построенная по проекту Заслуженного архитектора Украины Виталия Оксюковского. Клубная база считается одной из самых современных в Европе и соответствует самым высоким стандартам УЕФА.
После получения Украиной независимости стадион перешёл из собственности общества «Динамо» к футбольному клубу «Динамо» (Киев).
Рекорд посещаемости — 1100 зрителей на матче между дублирующими составами «Арсенала» и «Динамо», который состоялся 14 июня 2007 года.

## Матчи
На стадионе проводят большинство своих матчей «Динамо-2» и молодёжный состав киевского «Динамо», до расформирования в 2008 году также выступала команда «Динамо-3». Один матч здесь провёл основной состав киевского «Динамо» (в розыгрыше кубка против СК «Херсон», 29 марта 2000 года). 1 марта 2009 года здесь состоялся первый в истории матч между командами украинской Премьер-лиги («Арсенал» (Киев) — ФК «Харьков»).
В разное время на полях тренировочной базы «Динамо» проводили свои домашние матчи киевские ЦСКА, ЦСКА-2, «Оболонь», «Борисфен» и «Борисфен-2» из Борисполя, а также броварской «Нафком».
24 марта 2010 года на УТБ «Динамо» состоялось сразу три матча Первой лиги за один день: в 11:30 встретились «Десна» и ФК «Львов» (0:0), в 15:00 — «Динамо-2» и «Сталь» А (1:2), а в 18:00 — «Арсенал» БЦ и «Крымтеплица» (1:1).